# Campyloneurum fuscosquamatum
Campyloneurum fuscosquamatum är en stensöteväxtart som beskrevs av David Bruce Lellinger. Campyloneurum fuscosquamatum ingår i släktet Campyloneurum och familjen Polypodiaceae. Inga underarter finns listade.